# صفا الجميل
صفا الجميل أو صفاء الدين حسين زكي فيضي (7 فبراير 1907 - 27 يونيو 1966)، ممثل مصري. أكتشفه الموسيقار (محمد عبد الوهاب) وقدمه في فيلم (دموع الحب) 1935، بعدها وجد فيه الفنان (نجيب الريحاني) موهبة كوميدية فقدمه في فيلم (سلامة في خير) 1937، بعدها توالت أفلامه - رغم إعاقته - مثل: (سلفني 3 جنيه) 1939، (غزل البنات) 1949، (الأستاذة فاطمة) 1952، إسماعيل يس في متحف الشمع 1956 وغيرها. توفى في 27 يونيو 1966

## حياته
في السابع من فبراير عام 1907 كانت السينما المصرية على موعد مع ميلاد أول أفلامها «ميدان القناصل»، وهو فيلم تسجيلي عن زيارة الخديوي عباس حلمي الثاني إلى مدينة الإسكندرية، وهو التاريخ نفسه الذي شهد ميلاد «صفا»، الذي لم يكن والده يعلم وهو يطلق عليه الاسم أنه سيخلد في ذاكرة السينما المصرية، ويكتشفه الموسيقار محمد عبد الوهاب ليشاركه فيلم «يحيا الحب» مع الفنانة ليلى مراد، كما سيشارك الفنانة فاطمة رشدي والفنان حسين صدقي فيلم «العزيمة» المصنف كأفضل أفضل ضمن قائمة أفضل مائة فيلم مصري حسب استفتاء النقاد.
كان الفنان محمد عبد الوهاب مكتشف صفا يتفاءل به ويعتقد في أنه تميمة نجاح، فقد رُوي عن موسيقار الأجيال أنه ذات مرة أنه تعثر في تسجيل أغنية بعينها، وتعثر في تسجيلها وأعادها أكثر من مرة، ولم يرضَ عن أي من هذه التسجيلات، ولكنه عندما اتصل بـ«صفا» وحضر إلى الاستوديو، أصبح كل شئ على مايُرام.
لم يكُن عبد الوهاب وحده هو من اعتاد أن يستبشر بوجه «صفا» الجميل، فكذلك كان الفنان أنور وجدي قد اعتاد أن يتصل به عند شروعه في كتابة سيناريو جديد، كذلك الشاعر صالح جودت، الذي طلب من «الجميل» أن يمُر عليه صباح كل يوم لكي يُلهمه، لكن «صفا» اكتفى بأن يمُر عليه مرة في الأسبوع.
وبالرغم من أرشيف «صفا» السينمائي لم يتعد فترة ستين دقيقة على الشاشة، موزعة على 27 فيلماً، لكن أحداً لا ينسي ظهور المتميز بفيلم «دهب»، في دور «حرنكش» ابن الفنانة زينات صدقي، أو دوره ضمن الطلاب الذين كان يدربهم الفنان «شرفنطح» على غناء نشيد الترحيب بالفنان نجيب الريحاني في فيلم «سلامة في خير»، وقد نشّز في نهاية النشيد بشكل ملفت. كما كان الفتى الذي وضع النشادر في عينيّ فاتن حمامة في فيلم اليتيمتين لتفقد بصرها، فضلاً عن أنه مرتجل أشهر مقولات السينما المصرية «شرف البنت زي عود الكبريت»، في فيلم «شباك حبيبي».
وقد أجمع أصدقاء صفا الجميل الذين اعتادوا أن ينادوه «صفصف» بأنه كان طيب القلب عزيز النفس، كما أجمعوا أنه لم يكُن مُعاقاً ذهنياً كما قد توحي طريقة كلامه، بل إن صحفيًا قد سأله ذات مرة عن وجهه «غير الوسيم»، فرد ردًا ينُم عن بديهة حاضرة قائلاً: «أنا مبسوط كدة، مش يمكن يعملوا مسابقة عن أوحش رجل في العالم وربنا يكرمنى وأكسبها؟!».
لم تكُن المُطربة ليلى مُراد أول فنانة يجمعها كادر السينما بـ«صفا» فحسب، إنما كنّ لها الجميل حب عميق، فهو حتى وفاته عام 1966 ظل يذكر جلساتهما معًا في رُكن «البلاتوه» تحدثه عن آمالها، وتطلب منه أن يحدثها عن آماله، ونزهاتهما معًا حول الاستديو التي أشعلت غرامه بليلى، وجعلته يفكر غير مرة في أن يصارحبها بحبه ويطلب الزواج منها، لكن غالبًا ما كان يحجم في اللحظة الأخيرة؛ لاعتقاده أنها لم تكُن لترض به.
الحُب الأبقي في قلبه كان للمُطربة السورية أسمهان، التي كُسر قلبه بعد وفاتها المفاجئة في عام 1944، فقد كان يعتقد أنما بادلته حبًا بحُب، حيث كانت تحرص على بقائه برفقتها في الاستوديو طوال الوقت، وعندما كانت تُسافر خارج القاهرة، كانت تحرص أن تتواصل معه عن طريق الخطابات.

## أفلام
- دموع الحب: 1935
- سلامة في خير: 1937 - (عبد الله التلميذ)
- شئ من لا شئ 1938- (مهراشا السلطان)
- العزيمة: 1939
- سلفني 3 جنيه: 1939
- إلي الأبد 1941
- جوهرة 1943
- المغني المجهول: 1946 - (تلميذ بالمدرسة)
- اليتيمتين: 1948 - (شلبى)
- غزل البنات: 1949 - (نوفل)
- الأستاذة فاطمة: 1952
- إسماعيل يس في متحف الشمع: 1956
- أغفرلي خطيئتي: 1963

## راجع أيضا
- محمد عبد الوهاب
- نجيب الريحاني
- على الكسار
- إسماعيل ياسين

## روابط خارجية
- صفا الجميل على موقع الدهليز
- صفا الجميل على موقع قاعدة بيانات الأفلام العربية